# 深川インターチェンジ
深川インターチェンジ（ふかがわインターチェンジ）は、北海道深川市音江町音江にある道央自動車道のインターチェンジである。

## 歴史
- 1989年（平成元年）9月12日：滝川IC - 深川IC間の開通に伴い供用開始。
- 1990年（平成2年）10月30日：深川IC - 旭川鷹栖IC間が開通（暫定2車線）。
- 1998年（平成10年）4月11日：深川JCTが供用開始[1]。
- 2003年（平成15年）9月30日：深川IC - 旭川鷹栖IC間の4車線化が完了[2]。
- 2018年（平成30年）12月 : IC番号を「9」から「43」に変更[注 1]。

## 周辺
- 北海道立青少年体験活動支援施設ネイパル深川
- 地球の森[5]
- まあぶオートキャンプ場
- 道の駅ライスランドふかがわ
- 真言寺

## 接続する道路
- 直接接続
  - 北海道道79号深川豊里線

- 間接接続
  - 国道12号
  - 国道233号

## 料金所
- ブース数：5

### 入口
- ブース数：2
  - ETC専用：1
  - 一般：1

### 出口
- ブース数：3
  - ETC専用：1
  - 一般：2

## 隣
E5 道央自動車道
(41)滝川IC - (42)深川JCT - (43)深川IC - 音江PA - (44)旭川鷹栖IC